# DSA-541
La DSA-541 es una carretera perteneciente a la Red Secundaria de la Diputación Provincial de Salamanca que une la localidad de Ledesma con la DSA-551.
También pasa por las localidades de Gejuelo del Barro y Tremedal de Tormes.

## Recorrido
La carretera DSA-541 tiene su origen en Ledesma en la intersección con la carretera SA-305, y termina en la intersección con la carretera DSA-551 en Villar de Peralonso, formando parte de la Red de carreteras de Salamanca.
| Ledesma (Intersección con ) - Villar de Peralonso (Intersección con ) | Ledesma (Intersección con ) - Villar de Peralonso (Intersección con ) | Ledesma (Intersección con ) - Villar de Peralonso (Intersección con ) | Ledesma (Intersección con ) - Villar de Peralonso (Intersección con ) | Ledesma (Intersección con ) - Villar de Peralonso (Intersección con ) | Ledesma (Intersección con ) - Villar de Peralonso (Intersección con ) | Ledesma (Intersección con ) - Villar de Peralonso (Intersección con ) | Ledesma (Intersección con ) - Villar de Peralonso (Intersección con ) | Ledesma (Intersección con ) - Villar de Peralonso (Intersección con ) | Ledesma (Intersección con ) - Villar de Peralonso (Intersección con ) | Ledesma (Intersección con ) - Villar de Peralonso (Intersección con ) |
| Esquema                                                               | PK                                                                    | Sentido Villar de Peralonso                                           | Sentido Villar de Peralonso                                           | Sentido Villar de Peralonso                                           | Sentido Villar de Peralonso                                           | Sentido Ledesma                                                       | Sentido Ledesma                                                       | Sentido Ledesma                                                       | Sentido Ledesma                                                       | Incidencias                                                           |
| Esquema                                                               | PK                                                                    | Velocidad                                                             | Elemento                                                              | Salida                                                                | Salida                                                                | Salida                                                                | Salida                                                                | Elemento                                                              | Velocidad                                                             | Incidencias                                                           |
| Esquema                                                               | PK                                                                    | Velocidad                                                             | Elemento                                                              | Dir.                                                                  | Nombre                                                                | Nombre                                                                | Dir.                                                                  | Elemento                                                              | Velocidad                                                             | Incidencias                                                           |
| --------------------------------------------------------------------- | --------------------------------------------------------------------- | --------------------------------------------------------------------- | --------------------------------------------------------------------- | --------------------------------------------------------------------- | --------------------------------------------------------------------- | --------------------------------------------------------------------- | --------------------------------------------------------------------- | --------------------------------------------------------------------- | --------------------------------------------------------------------- | --------------------------------------------------------------------- |
|                                                                       | 0,0                                                                   |                                                                       |                                                                       | La Fuente de San Esteban Villarmayor                                  | La Fuente de San Esteban Villarmayor                                  | La Fuente de San Esteban Villarmayor                                  |                                                                       |                                                                       |                                                                       |                                                                       |
| Espino de los Doctores Golpejas                                       | 0,0                                                                   |                                                                       |                                                                       |                                                                       |                                                                       |                                                                       |                                                                       |                                                                       |                                                                       |                                                                       |
| Peñausende Zamora Trabanca Almeida de Sayago Salamanca                | 0,0                                                                   |                                                                       |                                                                       |                                                                       |                                                                       |                                                                       |                                                                       |                                                                       |                                                                       |                                                                       |
|                                                                       | 0,3                                                                   |                                                                       |                                                                       | LEDESMA                                                               | LEDESMA                                                               | LEDESMA                                                               | LEDESMA                                                               |                                                                       |                                                                       |                                                                       |
|                                                                       | 10,4                                                                  |                                                                       |                                                                       | GEJUELO DEL BARRO                                                     | GEJUELO DEL BARRO                                                     | GEJUELO DEL BARRO                                                     | GEJUELO DEL BARRO                                                     |                                                                       |                                                                       |                                                                       |
|                                                                       | 10,4                                                                  |                                                                       |                                                                       |                                                                       | Campo de Ledesma Villaseco de los Reyes                               | Campo de Ledesma Villaseco de los Reyes                               |                                                                       |                                                                       |                                                                       |                                                                       |
|                                                                       | 10,4                                                                  | Villaseco de los Gamitos                                              |                                                                       |                                                                       |                                                                       |                                                                       |                                                                       |                                                                       |                                                                       |                                                                       |
|                                                                       | 10,7                                                                  |                                                                       |                                                                       | GEJUELO DEL BARRO                                                     | GEJUELO DEL BARRO                                                     | GEJUELO DEL BARRO                                                     | GEJUELO DEL BARRO                                                     |                                                                       |                                                                       |                                                                       |
|                                                                       | 16,0                                                                  |                                                                       |                                                                       | Tremedal de Tormes Gejo de los Reyes                                  | Tremedal de Tormes Gejo de los Reyes                                  | Tremedal de Tormes Gejo de los Reyes                                  | Tremedal de Tormes Gejo de los Reyes                                  |                                                                       |                                                                       |                                                                       |
|                                                                       | 21,0                                                                  |                                                                       |                                                                       | Sardón de los Álamos                                                  | Sardón de los Álamos                                                  | Sardón de los Álamos                                                  | Sardón de los Álamos                                                  |                                                                       |                                                                       |                                                                       |
|                                                                       | 21,900                                                                |                                                                       |                                                                       |                                                                       | Espadaña                                                              | Espadaña                                                              | Espadaña                                                              |                                                                       |                                                                       |                                                                       |
|                                                                       | 21,900                                                                | Villar de Peralonso                                                   |                                                                       |                                                                       |                                                                       |                                                                       |                                                                       |                                                                       |                                                                       |                                                                       |
|                                                                       | 21,900                                                                | Vitigudino                                                            |                                                                       |                                                                       |                                                                       |                                                                       |                                                                       |                                                                       |                                                                       |                                                                       |